# Ceropegiasläktet
Ceropegiasläktet (Ceropegia) är ett släkte i familjen oleanderväxter med cirka 160 arter från Arabiska halvön, Afrika, Madagaskar, södra Asien, Nya Guinea och Australien. Fler odlas som krukväxter i Sverige.
Släktet innehåller fleråriga örter, de flesta är krypande eller klättrande men ibland upprättväxande. Vissa arter har rotknular, andra endast fibrösa rötter. Bladen sitter motsatta, de är enkla och ibland suckulenta. Blommorna sitter i flockliknande samlingar, klasar eller ensamma från bladvecken. Fodret är femtaligt. Kronan är rörformig, vanligen med uppblåst bas, flikarna är fria eller sammanvuxna till en bur eller paraplyliknande bildning. Bikrona består av två lager. Frukten består av två sammanväxta baljkapslar. Fröna är smalt vingade med en hårtofs i spetsen.

### Webbkällor
- Flora of Zimbabwe - Ceropegia
- African Flowering Plants Database